# 大果青冈
大果青冈（学名：Cyclobalanopsis rex）为壳斗科青冈属下的一个种。